# Bahnbetriebswerk München Ost

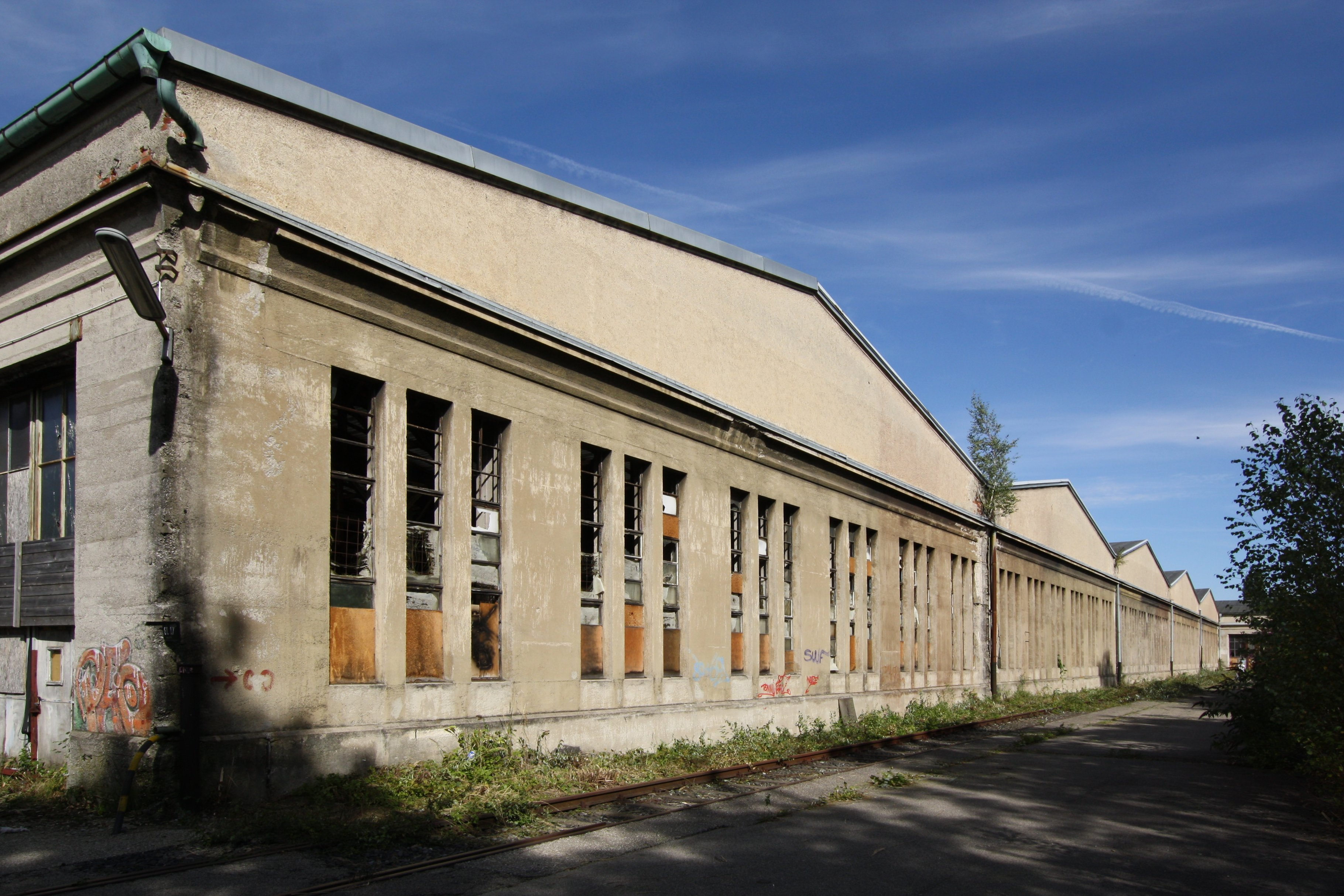
Alte Halle des Bahnbetriebwerkes

Das Bahnbetriebswerk München Ost, auch Bahnbetriebswerk München 4, ist das ehemalige Bahnbetriebswerk des Münchner Ostbahnhofes. Nachdem die Deutsche Bundesbahn das Bahnbetriebswerk 1992 stilllegte, werden die Anlagen des Werkes seit 2011 abgerissen, damit auf dieser Fläche ein neues Wohn- und Gewerbegebiet entstehen kann.
Das Bahnbetriebswerk befand sich im Münchener Stadtteil Berg am Laim, in der Nähe des heutigen S-Bahnhofes, es ist ungefähr einen Kilometer vom Ostbahnhof entfernt. Das Bahnbetriebswerk lag im Süden der Bahngleise von München nach Rosenheim und nach Mühldorf.

## Geschichte

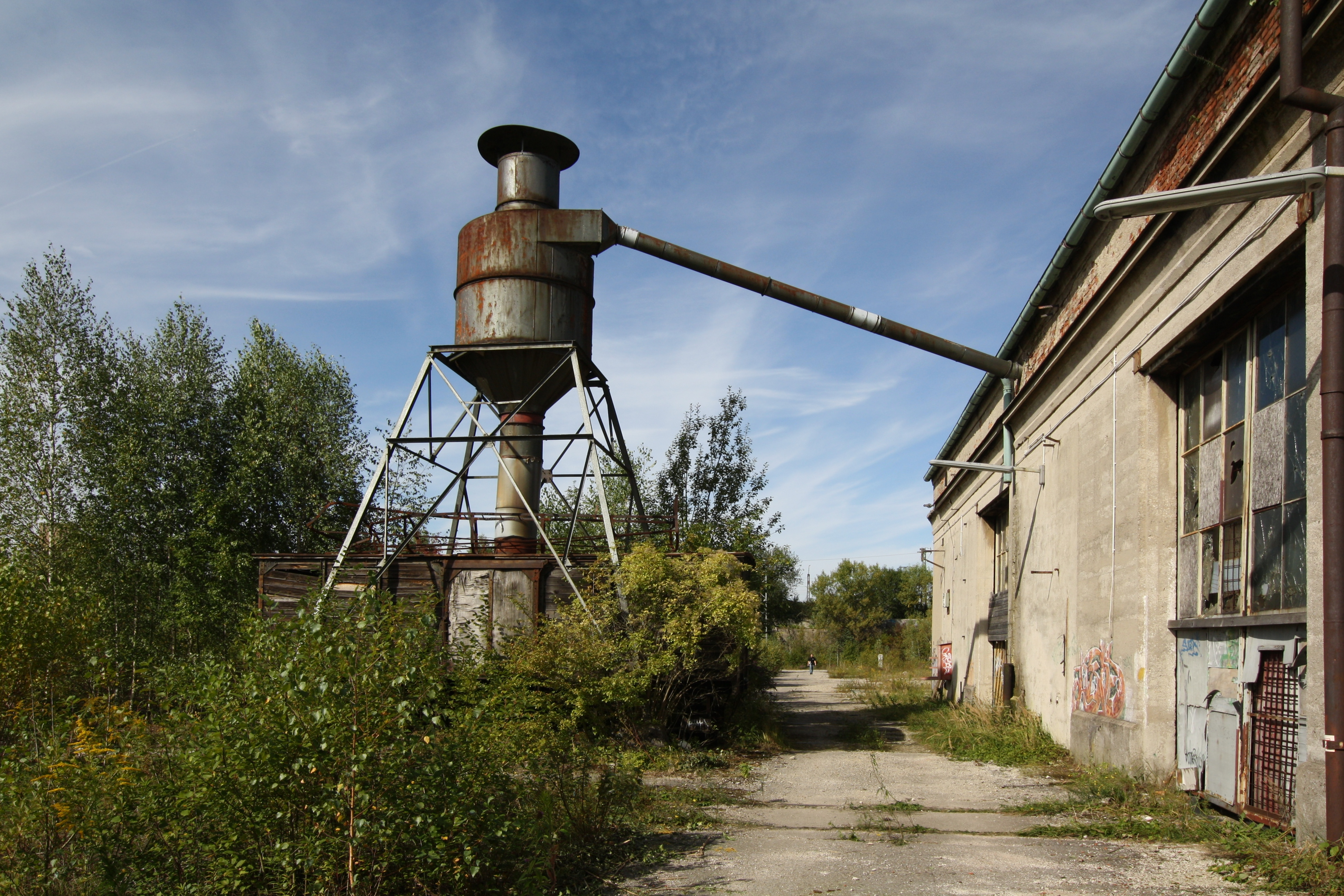
Bahnbetriebswerk von vorne

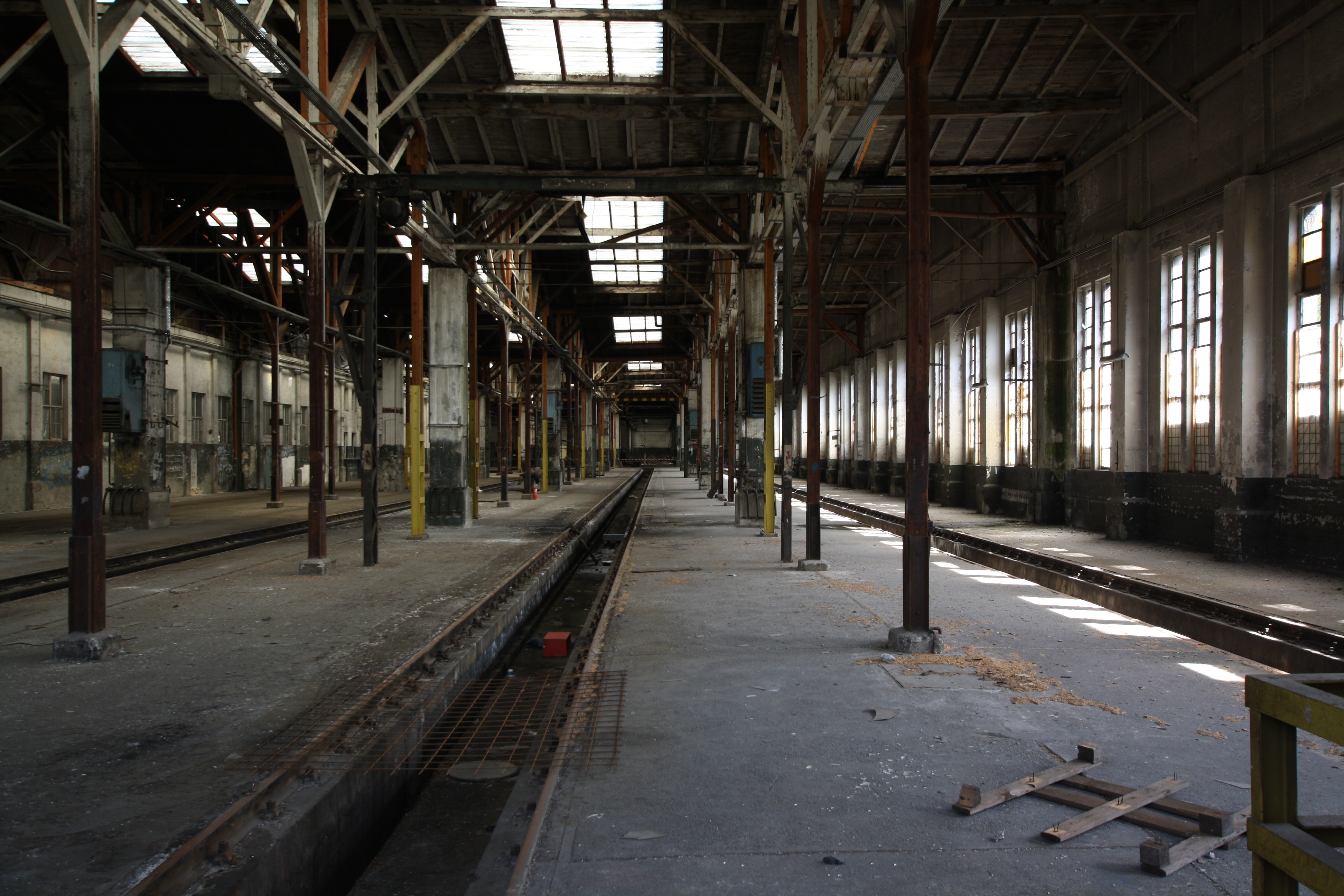
Innenansicht

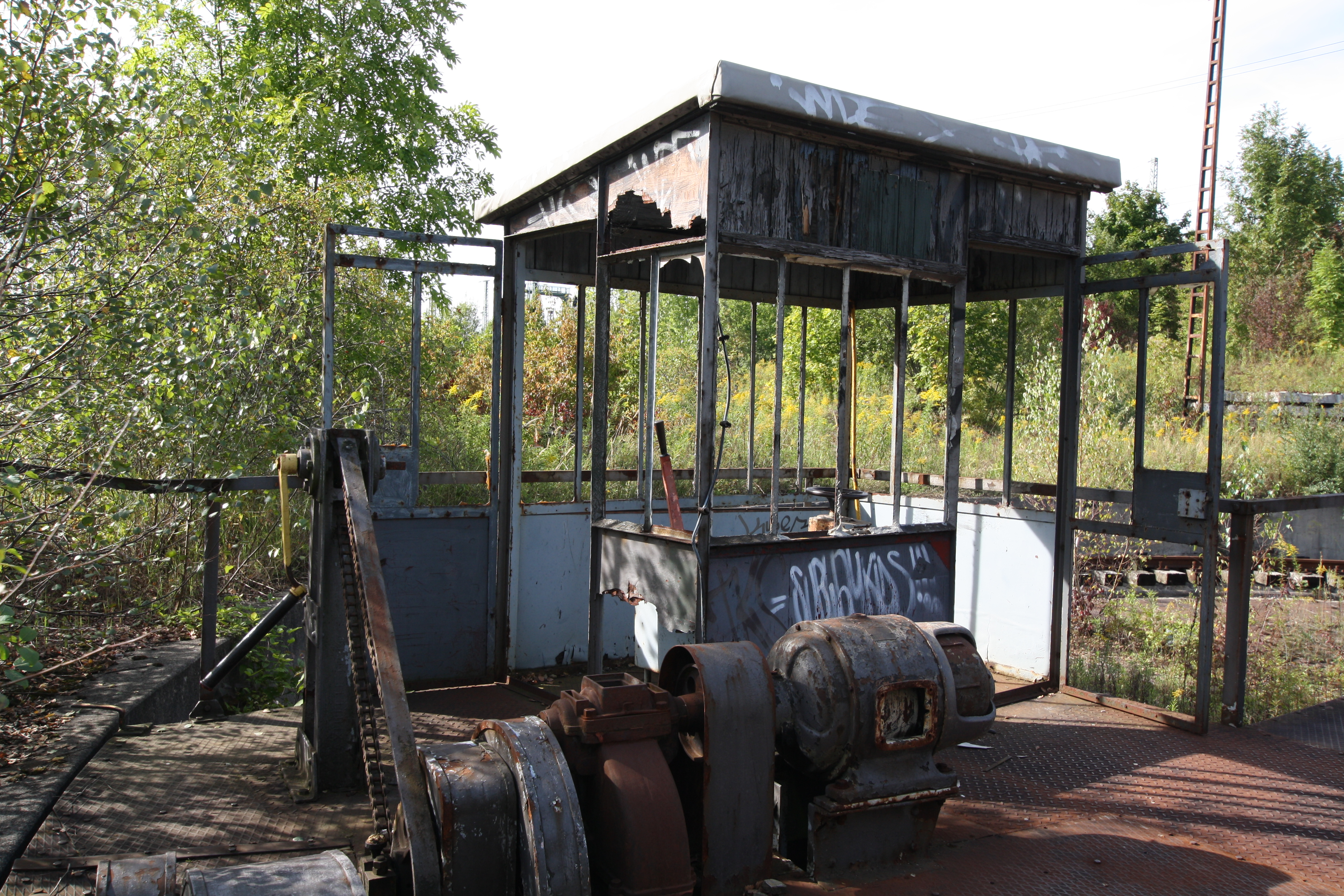
Drehscheibe des Bw

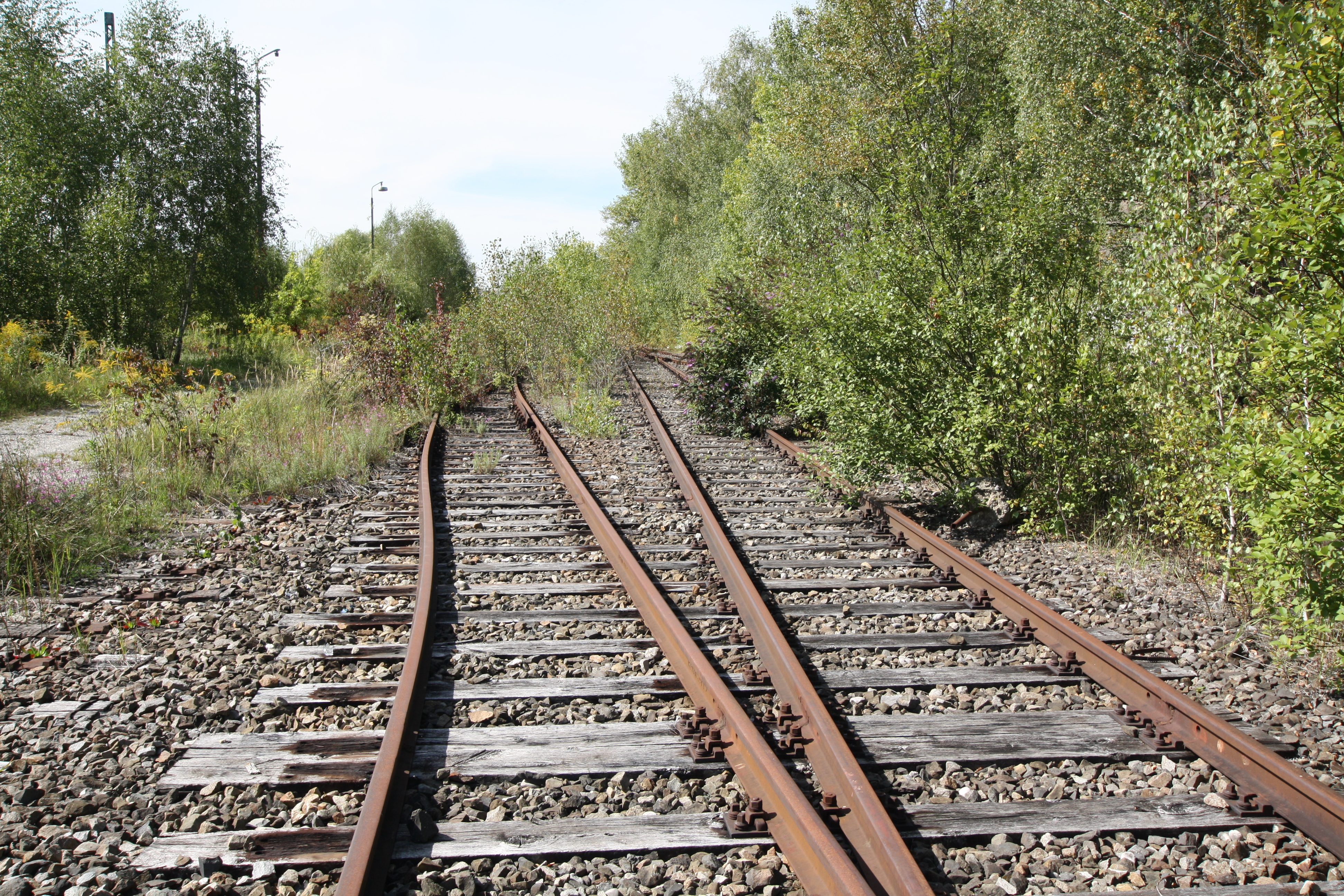
Alte Gleis- und Betriebsanlagen

Im Jahr 1880 entstand am Ostbahnhof in der Nähe der Rosenheimer Straße eine Lokomotivremise, diese wurde später in Bahnbetriebswerk umbenannt. Im Jahr 1924, mit der Fertigstellung des Rangierbahnhofes München Ost, wurde das Bahnbetriebswerk an die Berg-am-Laim-Straße verlegt. Mit der Verlegung des Bahnbetriebwerkes entstand auch eine neue Halle. Die Fläche der Halle betrug ungefähr 14 200 Quadratmeter, in der Halle waren insgesamt 18 Gleise verlegt. Während des Zweiten Weltkrieges unterhielt das Betriebsamt München V in der Baumkirchner Straße ein Arbeitslager. In der Truderinger Straße 44 hatte die Gestapo ein „Arbeitserziehungslager“ (AEL) für Frauen eingerichtet. Im AEL Berg am Laim waren Französinnen, Belgierinnen, Holländerinnen, Russinnen, Polinnen, Kroatinnen und Deutsche untergebracht, die zum Arbeitseinsatz im Bahnbetriebswerk gezwungen wurden.
Nach dem Zweiten Weltkrieg wurde die Halle in zwei Bereiche aufgeteilt. Der westliche Teil diente der Ausbesserung von Güterwagen und Elektrolokomotiven, der östliche Teil war zur Wartung von Diesel- und Dampflokomotiven, sowie für Akkumulatortriebwagen vorgesehen. Ab dem Jahr 1952 war das Bahnbetriebswerk Thalkirchen eine Außenstelle des Bahnbetriebwerkes München Ost, die Außenstelle wurde jedoch im Jahr 1956 aufgelöst. Zum 31. Dezember 1982 wurde das bis dahin eigenständige Bahnbetriebswagenwerk (Bww) Laim, in dem vor allem Güterwagen ausgebessert wurden, dem Bw München Ost als Außenstelle angegliedert. Im Jahr 1984 wurde ein Teil der Halle von einem Hagelschauer zerstört, die Reste wurden kurz darauf abgerissen und die noch vorhandenen Gleise zur Abstellung von Elektrolokomotiven genutzt. Der restliche Hallenteil, 10 500 Quadratmeter, wurde darauf hauptsächlich nur noch zur Ausbesserung von Güterwagen benutzt. Im Jahr 1992 wurde das Bahnbetriebswerk München Ost zum Rangierbahnhof München Nord verlegt, die Hallen wurden in den folgenden Jahren von Vereinen weitergenutzt. Von 2011 bis Juli 2012 wurden die Hallen abgerissen. Der westliche Teil der ehemaligen Gleisanlagen mit Drehscheibe und dem ehemaligen Stellwerk 1 ist noch vorhanden. Für diesen Bereich wurde die Erhaltung als ökologische Vorrangfläche beschlossen; auf einem etwa 62.000 Quadratmeter großen Areal entstand unter Beibehaltung der Schotterflächen ein Landschaftspark, der im Mai 2019 eröffnet wurde. Im Bereich der abgerissenen Hallen wird seit 2012 das Wohn- und Gewerbegebiet Baumkirchner Straße errichtet.

## Beheimatete Triebfahrzeuge
Das Betriebswerk München Ost hatte bis zu seiner Verlegung eine große Bedeutung für Triebfahrzeuge. Das Bahnbetriebswerk München Ost hatte drei Aufgaben zu erfüllen. In dem Bahnbetriebswerk waren sämtliche Triebfahrzeuge beheimatet, deshalb fielen einige Wartungsarbeiten an. Auch die Gestaltung der Dienstpläne der Lokführer wurde unter anderem durchgeführt.
Folgende Lokomotivbaureihen waren nach 1945 im Bahnbetriebswerk München Ost beheimatet:
| - Baureihe 45 - Baureihe 50 - Baureihe 52 - Baureihe 54 - Baureihe 57 - Baureihe 64 - Baureihe 70 - Baureihe 78 - Baureihe 89 - Baureihe 94 - Baureihe 98 | - Baureihe E 32 - Baureihe E 44 - Baureihe E 52 - Baureihe E 75 - Baureihe E 91 - Baureihe 211 - Baureihe 212 - Baureihe 260 - Baureihe 290 | - Baureihe ET 26 - Baureihe ET 85 - Baureihe ET 90 - Baureihe 420 - Baureihe ETA 150 - Baureihe ETA 177 - Baureihe ETA 179 - Baureihe TVT 62 - Schneeschleuder mit Dampfantrieb - Klima-Schneepflug |

Im Jahr 1949 waren 122 Fahrzeuge im Bahnbetriebswerk München Ost beheimatet, im Jahr 1959 waren nur noch 98 Fahrzeuge im Bahnbetriebswerk München Ost beheimatet. Im Jahr 1969 waren es nur noch 65 Fahrzeuge. Am 1. Juni 1969 verlor das Bahnbetriebswerk die letzten Dampflokomotiven, mit dem Bau des Bahnbetriebwerkes Steinhausen verlor das Bahnbetriebswerk weiter an Bedeutung. Die letzten Streckenlokomotiven waren bis zum 1. Juni 1974 in München Ost beheimatet. Zum 1. Juni 1975 wurden auch die elektrischen Triebwagen an andere Bahnbetriebswerke abgegeben. Am 15. Februar 1977 wurden auch die letzten Rangierlokomotiven abgezogen.